# Marcel Vacherot
Marcel Vacherot, född 11 februari 1881 i Neuilly-sur-Seine, död  24 maj 1975 i Pau , var en fransk tennisspelare aktiv åren kring 1900. Yngre bror till André Vacherot. 
Marcel Vacherot var tillsammans med sin bror André Frankrikes främsta manliga tennisspelare under 1890-talet och de första åren efter sekelskiftet, det vill säga perioden före Max Decugis genombrott. Marcel var inte fullt lika framgångsrik som sin äldre bror och led dessutom periodvis av dålig hälsa. Trots det var han i mitten av 1890-talet framgångsrik i de franska inomhusmästerskapen där han besegrade flera engelska och tyska spelare. År 1902, han var då 38 år gammal, nådde han singelfinalen i Franska mästerskapen, föregångaren till dagens Franska öppna, där han besegrade Max Decugis med 6-4, 6-2.

## Mästerskapstitlar
- Franska mästerskapen
  - Singel - 1902